# Non trovo le parole
Non trovo le parole è il primo album in studio del cantautore italiano Maldestro, pubblicato nel 2015.

## Tracce
1. Dannato amore
2. Georges Méliés (Le voyage dans la lune)
3. Io sono nato qui
4. Sopra al tetto del comune
5. 'O sfratto 'e totore (feat. Dan degli 'A67)
6. Dimmi come ti posso amare
7. Non trovo le parole
8. Maldestro
9. 'Na fenesta (feat. Peppe Barra)
10. Po po po